# Пинту, Татьяна (легкоатлетка)
Татьяна Лофамаканда Пинту (нем. Tatjana Lofamakanda Pinto; род. 2 июля 1992 года, Мюнстер, Германия) — немецкая легкоатлетка, специализирующаяся в спринтерском беге. Чемпионка Европы 2012 года в эстафете 4×100 метров. Чемпионка Европы среди юниоров (2011) и молодёжи (2013). Трёхкратная чемпионка Германии. Участница летних Олимпийских игр 2012, 2016 и 2020 годов.

## Биография

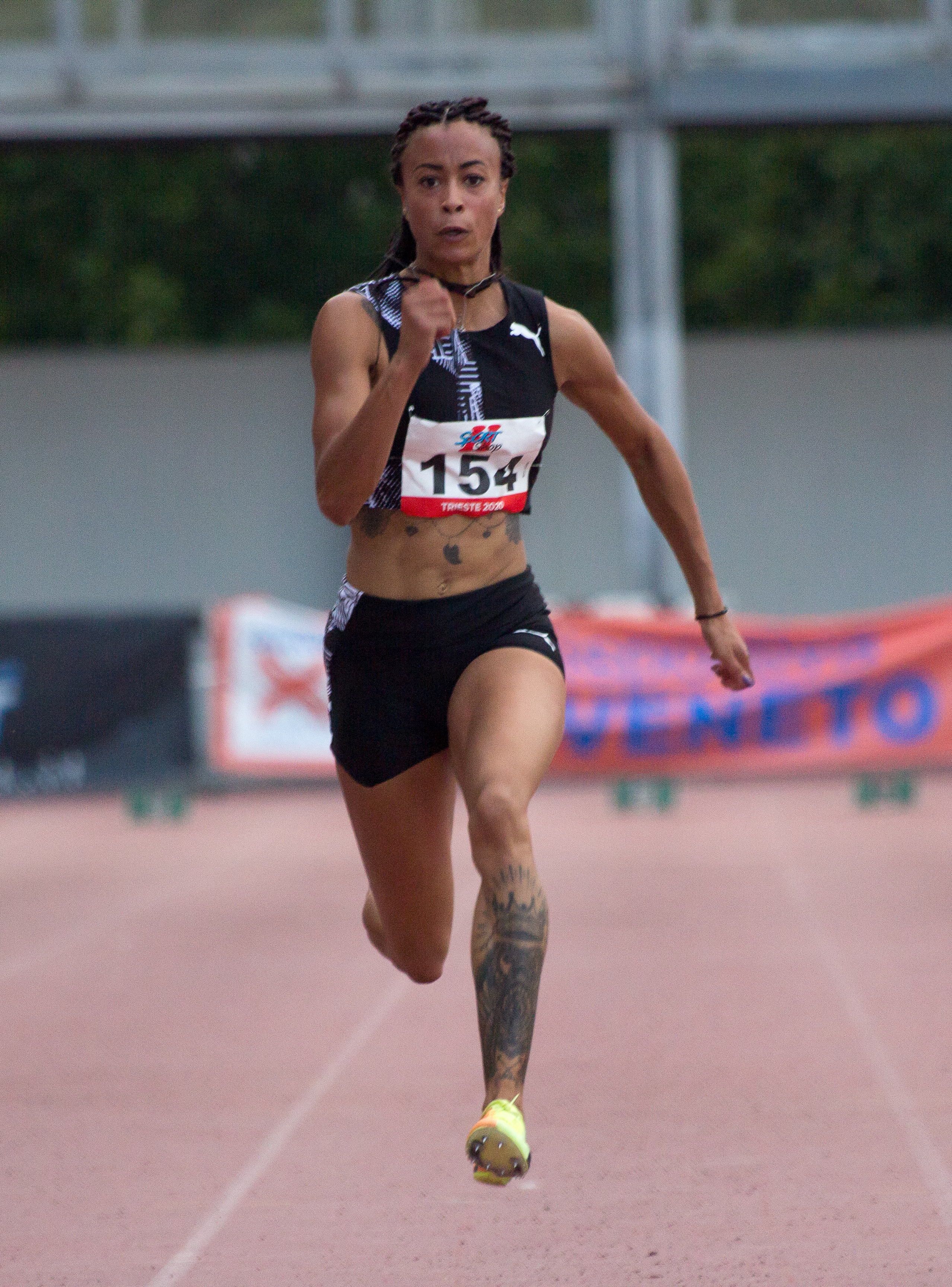
2020 год

Отец Татьяны — португалец, а мать из Анголы. Перед тем, как в 14 лет попасть в лёгкую атлетику, Татьяна успела попробовать себя в плавании, волейболе и балете. Однако наиболее удачно у неё сложилась карьере в спринтерском беге.
В 2009 году дебютировала на Европейском юношеском олимпийском фестивале, где заняла пятое место в беге на 100 метров. В следующем сезоне стала серебряным призёром юниорского чемпионата мира в эстафете 4×100 метров, а на стометровке финишировала шестой. Ещё через год, на европейском первенстве среди юниоров выиграла бронзовую медаль в беге на 100 метров и золотую — в эстафете, с новым рекордом континента для спортсменок до 20 лет (43,42).
В 2012 году на чемпионате Европы вышла в личный финал, где стала восьмой, а в эстафете в составе сборной Германии бежала на третьем этапе и выиграла золото. Участвовала в Олимпийских играх в Лондоне, став пятой в финале эстафеты 4×100 метров.
На молодёжном чемпионате Европы в 2013 году финишировала третьей на дистанции 100 метров и первой в эстафете с новым рекордом чемпионатов — 43,29.
Участвовала в полуфинале чемпионата мира 2013 года в личном виде, в эстафете осталась на четвёртом месте: в борьбе за бронзовую медаль немки проиграли всего 0,03 секунды.
Впервые в карьере стала чемпионкой страны в 2014 году, когда смогла обыграть сильнейшую бегунью страны на 100 метров Ферену Зайлер. Однако через две недели на чемпионате Европы не смогла пройти дальше полуфинала.
Выиграла бронзовую медаль континентального первенства 2016 года в эстафете и была шестой в личном финале бега на 100 метров. На Олимпийских играх в Рио-де-Жанейро дошла до полуфинала стометровки, а в эстафете 4×100 метров остановилась в шаге от пьедестала: немки финишировали четвёртыми.
Личный рекорд в беге на 100 метров, 11,00, установила в июле 2016 года на соревнованиях в Мангейме.

## Основные результаты
| Год  | Турнир                          | Место проведения          | Дисциплина       | Место       | Результат |
| ---- | ------------------------------- | ------------------------- | ---------------- | ----------- | --------- |
| 2009 | Европейский юношеский фестиваль | Тампере, Финляндия        | 100 м            | 5-е         | 12,01     |
| 2009 | Европейский юношеский фестиваль | Тампере, Финляндия        | эстафета 4×100 м | 5-е         | 47,29     |
| 2010 | Чемпионат мира среди юниоров    | Монктон, Канада           | 100 м            | 6-е         | 11,80     |
| 2010 | Чемпионат мира среди юниоров    | Монктон, Канада           | эстафета 4×100 м | 2-е         | 43,74     |
| 2011 | Чемпионат Европы среди юниоров  | Таллин, Эстония           | 100 м            | 3-е         | 11,48     |
| 2011 | Чемпионат Европы среди юниоров  | Таллин, Эстония           | эстафета 4×100 м | 1-е         | 43,42     |
| 2012 | Чемпионат Европы                | Хельсинки, Финляндия      | 100 м            | 8-е         | 11,62     |
| 2012 | Чемпионат Европы                | Хельсинки, Финляндия      | эстафета 4×100 м | 1-е         | 42,51     |
| 2012 | Олимпийские игры                | Лондон, Великобритания    | 100 м            | 31-е (заб.) | 11,39     |
| 2012 | Олимпийские игры                | Лондон, Великобритания    | эстафета 4×100 м | 5-е         | 42,67     |
| 2013 | Командный чемпионат Европы      | Гейтсхед, Великобритания  | 100 м            | 3-е         | 11,72     |
| 2013 | Командный чемпионат Европы      | Гейтсхед, Великобритания  | эстафета 4×100 м | 2-е         | 43,15     |
| 2013 | Чемпионат Европы среди молодёжи | Тампере, Финляндия        | 100 м            | 3-е         | 11,50     |
| 2013 | Чемпионат Европы среди молодёжи | Тампере, Финляндия        | эстафета 4×100 м | 1-е         | 43,29     |
| 2013 | Чемпионат мира                  | Москва, Россия            | 100 м            | 24-е (1/2)  | 11,49     |
| 2013 | Чемпионат мира                  | Москва, Россия            | эстафета 4×100 м | 4-е         | 42,90     |
| 2014 | Чемпионат мира по эстафетам     | Нассау, Багамские Острова | эстафета 4×100 м | 6-е         | 43,38     |
| 2014 | Командный чемпионат Европы      | Брауншвейг, Германия      | эстафета 4×100 м | 6-е         | 43,78     |
| 2014 | Чемпионат Европы                | Цюрих, Швейцария          | 100 м            | 16-е (1/2)  | 11,48     |
| 2014 | Чемпионат Европы                | Цюрих, Швейцария          | эстафета 4×100 м | — (заб.)    | DNF       |
| 2015 | Чемпионат мира по эстафетам     | Нассау, Багамские Острова | эстафета 4×100 м | — (заб.)    | DNF       |
| 2015 | Командный чемпионат Европы      | Чебоксары, Россия         | 100 м            | 4-е         | 11,52     |
| 2015 | Командный чемпионат Европы      | Чебоксары, Россия         | эстафета 4×100 м | 3-е         | 43,21     |
| 2016 | Чемпионат мира в помещении      | Портленд, США             | 60 м             | 14-е (1/2)  | 7,22      |
| 2016 | Чемпионат Европы                | Амстердам, Нидерланды     | 100 м            | 6-е         | 11,33     |
| 2016 | Чемпионат Европы                | Амстердам, Нидерланды     | эстафета 4×100 м | 3-е         | 42,48     |
| 2016 | Олимпийские игры                | Рио-де-Жанейро, Бразилия  | 100 м            | 21-е (1/2)  | 11,32     |
| 2016 | Олимпийские игры                | Рио-де-Жанейро, Бразилия  | эстафета 4×100 м | 4-е         | 42,10     |